# 노스 플로리다 대학교
노스 플로리다 대학교(University of North Florida, UNF)는 미국 플로리다주 잭슨빌에 위치한 공립 연구 대학이다. 플로리다 주립 대학교 시스템의 일부이다. 캠퍼스의 면적은 1,300에이커이며 잭슨빌의 사우스사이드의 자연보호지역 중간에 있다.
1965년 설립되었으며 1972년 강의를 제공하기 시작했다.